# Peter Popovic
Petar "Poppe" Popovic (Köping, 10. veljače 1968.) švedski je hokejaš hrvatskog podrijetla. Trenutno je pomoćni trener švedske reprezentacije u hokeju na ledu. Igrao je u NHL-u.
Popović je počeo NHL karijeru nastupajući za Montreal Canadiense od sezone 1993./1994., gdje je igrao pet sezona. On je također igrao za New York Rangerse, Pittsburgh Penguinse i Boston Bruinse. NHL je napustio 2001., nakon što je odigrao 485 utakmica, a zatim je igrao pet sezona u švedskom klubu Södertälje SK.
Godine 2009. postao je trener Södertälje SK. Bio je trener do ispadanja iz lige 2011. Bio je pomoćni trener u klubu VIK Västerås HK. Dana 14. travnja 2011., Popović je postao pomoćni trener švedske reprezentacije u hokeju na ledu.